# 俄罗斯入侵乌克兰的战争罪行
2022年俄罗斯入侵乌克兰的战争罪行是指俄罗斯在全面入侵乌克兰中犯下的罪行。人權監察称俄罗斯的入侵本身已經构成侵略罪，以及被指控对居民区使用集束炸弹以及其他违反国际法的武器、以及向正在撤离的平民开枪。
在俄羅斯入侵烏克蘭期間，俄羅斯當局多次被指控違反國際法實施戰時行動，包括戰爭罪和可能的危害人類罪。俄羅斯軍方被指控在人口稠密的地區進行不分青紅皂白的襲擊，使平民遭受不必要的和不成比例的傷害。
俄羅斯軍隊在戰爭中使用了集束炸彈，此種武器將造成平民長期的威脅及危險。並發射了其他具有廣域效應的爆炸性武器，包括空投炸彈、導彈、重型砲彈和多發火箭彈。俄羅斯軍隊襲擊的結果是嚴重破壞了烏克蘭的民用建築在內的房屋、醫院、學校和幼兒園以及核電站以及歷史建築和教堂等文化財產。截至3月25日，襲擊已導致至少1,035名平民死亡和至少1,650人受傷。
並且已有充足的證據證明俄羅斯軍隊在入侵期間故意殺害烏克蘭平民，並對烏克蘭平民進行搶劫、強姦、使用酷刑，以及強迫將包括兒童在內的數千名平民驅逐出烏克蘭並強行帶往俄羅斯、烏克蘭兒童被迫俄羅斯化等包含文化滅絕在內等多項戰爭罪指控。
3月底，烏克蘭軍隊收復了位於基輔以北的布查鎮並陸續發現了俄羅斯軍隊犯下戰爭罪和危害人類罪的證據，包括使用酷刑以及蓄意殺害平民。聯合國駐烏克蘭人權監測團在入侵的第一個月共記錄到了21名記者和民間社會運動人士以及24名公職人員和公務員遭到俄羅斯軍隊任意拘留或被施以酷刑。
3月下旬，烏克蘭總檢察長伊琳娜·韋內迪克托娃表示，烏克蘭檢察官已為2500起「可能的戰爭罪案件」和「數百名嫌疑人」收集了證據。
4月7日，經聯合國各成員國投票表決後聯合國宣布終止俄羅斯在聯合國人權理事會的席位。

## 联合国宪章
《日内瓦公约第一附加议定书》第48条明文规定的“基本规则”要求武装冲突各方应当在平民居民和战斗员之间和在民用物体和军事目标之间加以区别，军事行动仅应针对军用目标等进行打击。根据国际法，俄罗斯入侵乌克兰违反了《联合国宪章》关于禁止侵略的规定，其入侵行为构成了侵略罪。侵略罪可以根据普遍管辖权原则进行起诉。

## 国际司法机构的调查
2022年2月25日，国际特赦组织称发现了「无可辩驳的证据」，表明俄罗斯违反了国际人道主义法，俄罗斯的一些攻击行动可能构成战争罪。国际特赦组织指出，俄罗斯军队“在人口稠密地区使用弹道导弹和其他大面积的爆炸性武器，公然无视平民生命。”
2022年3月2日，國際刑事法院(ICC)檢察官對俄羅斯在烏克蘭犯下的戰爭罪、危害人類罪與種族滅絕罪的指控展開全面調查，並建立了線上調查方法讓有證據的人有管道能主動與調查人員聯繫，並派出一支由調查人員、律師和其他專業人員組成的團隊前往烏克蘭開始收集俄羅斯戰爭罪的相關證據。海牙國際刑事法院首席檢察官卡里姆汗和調查組於3月16日已抵達烏克蘭，並開始蒐集俄羅斯軍隊對烏克蘭戰爭罪罪行的相關證據。
2023年2月14日，欧洲人权法院裁定俄罗斯入侵乌克兰的战争始于2014年，并且将俄罗斯自2014年以来针对乌克兰平民的一系列非法罪行的相关案件进行合并。
2023年3月17日，国际刑事法院經調查後以涉嫌非法驱逐和转移儿童的战争罪行，对俄罗斯总统普京和总统儿童权利专员瑪莉亞·路芙娃-貝洛娃发出拘捕令。
2024年3月5日，国际刑事法院經調查後以涉嫌「按照國家政策」在烏克蘭攻擊民用基建的战争罪行，对俄羅斯遠程航空司令謝爾蓋·科貝拉什及據報上月被解僱的黑海艦隊前司令維克托·索科洛夫发出拘捕令。
2024年6月25日，国际刑事法院經調查後以涉嫌干犯戰爭罪及反人類罪，对俄羅斯聯邦安全會議秘書兼前國防部長紹伊古及俄軍總參謀長瓦列里·格拉西莫夫发出拘捕令。
2025年7月9日，欧洲人权法院裁定俄罗斯违反多项国际人道主义法（包括但不限于在乌克兰犯下“法外处决平民和乌克兰军事人员”、“严刑拷打”、非法和任意拘留平民、抢劫、强奸、破坏民用基础设施、绑架乌克兰儿童等罪行）。

## 被指控對烏克蘭人進行種族滅絕
自從烏克蘭當局指俄羅斯要為布恰大屠殺負刑責和俄羅斯官媒出版了宣揚消滅烏克蘭人國族認同的社論《俄羅斯應該如何處理烏克蘭》以來，澤連斯基的執政團隊及一些專攻猶太大屠殺的歷史學者如提摩希·D·史奈德和尤金‧芬克爾等指俄羅斯犯下了種族滅絕罪。
2022年4月14日，烏克蘭議會通過了一項決議，聲稱俄羅斯武裝部隊的行動，包括莫斯科當局的政治和軍事領導層，構成對烏克蘭人民的種族滅絕。該項決議指出，「俄羅斯武裝部隊的行為不僅僅是侵略罪，而是有系統和持續的摧毀烏克蘭人民與他們的身份認同並剝奪他們的自決權與獨立發展權為目標 」。4月21日，波羅的海三國的愛沙尼亞、拉脫維亞議會陸續宣布承認俄羅斯對烏克蘭發動的戰爭與暴行是“對烏克蘭人民的種族滅絕”。4月27日，加拿大眾議院一致通過承認俄羅斯在烏克蘭犯下“種族滅絕”的動議。5月10日，立陶宛議會通過了一項決議，承認俄羅斯在烏克蘭的行為是種族滅絕。該決議以128票贊成、0票反對、0票棄權獲得通過。並且進一步提議立陶宛法庭有權向肇事者發出國際逮捕令。5月11日，捷克參議院承認俄羅斯軍隊在烏克蘭犯下的罪行是對烏克蘭人民的種族滅絕，並譴責俄羅斯系統性、大規模地犯下出於種族動機的反人類罪行，稱這些罪行是對烏克蘭人民種族滅絕的表現。
但也有認同俄羅斯犯下了戰爭罪，但尚未對種族滅絕罪指控表態的意見，例如美國大屠殺紀念館，倫敦國王學院國際政治講師認為證據尚未充分。以色列猶太大屠殺紀念館的代表和以色列總理納夫塔利·貝內特都認為澤連斯基將俄羅斯侵略烏克蘭的罪行類比為納粹大屠殺是不恰當的。也有意見認為俄羅斯攻擊平民和醫療設施等行為已經足夠證明其犯下了戰爭罪，而且國際法中沒有條文指明種族滅絕是最嚴重的罪行，因此無需糾結於是否證明俄羅斯犯下了種族滅絕。

## 对乌克兰实施的大屠杀

### 布查大屠殺
4月2日，俄罗斯军队离开距离首都基辅30公里的布恰后留下大量死伤平民的现场直播片段被发布到社交媒体上。3月底，俄罗斯军队从布查撤军后，有证据表明，俄罗斯军队在占领该地区期间犯下了诸多暴行。烏克蘭國家警察對布查事件展開調查，將大片區域視為犯罪現場。
據《泰晤士報》報導，烏克蘭的領土防衛軍表示他們在布查地區扎布奇亞村的地下室發現了18具男女老少殘缺不全的屍體。一名接受采訪的烏克蘭士兵表示，遺體外表有遭受酷刑的證據，一些人的耳朵被割掉，另一些人的牙齒則被拔掉。在布查以西的沃爾澤利，俄羅斯士兵向一處躲藏平民的地下室投擲煙霧彈導致一名婦女和她14歲的孩子死亡。
4月5日，美聯社記者在布查遊樂場附近的一條居民區街道上看到燒焦的屍體，其中一具頭顱上有彈孔，還有另一具燒焦的兒童屍體。該記者無法正確判斷他們的身份或導致他們死亡的情況。
雖然有些人聲稱平民是被炮火轟炸殺死的，但其他人則表示發現死者的雙手被綁在背後。布查市長表示許多平民的遺體後腦勺有遭近距離槍擊的痕跡，並且300具屍體中至少有50具疑似是遭俄羅斯軍隊急處決的受害者。華盛頓特區國防大學教授大衛·德羅切斯在接受半島電視台採訪時表示，在這種情況下，蓄意殺害平民被視為戰爭罪。

## 袭击民用建筑

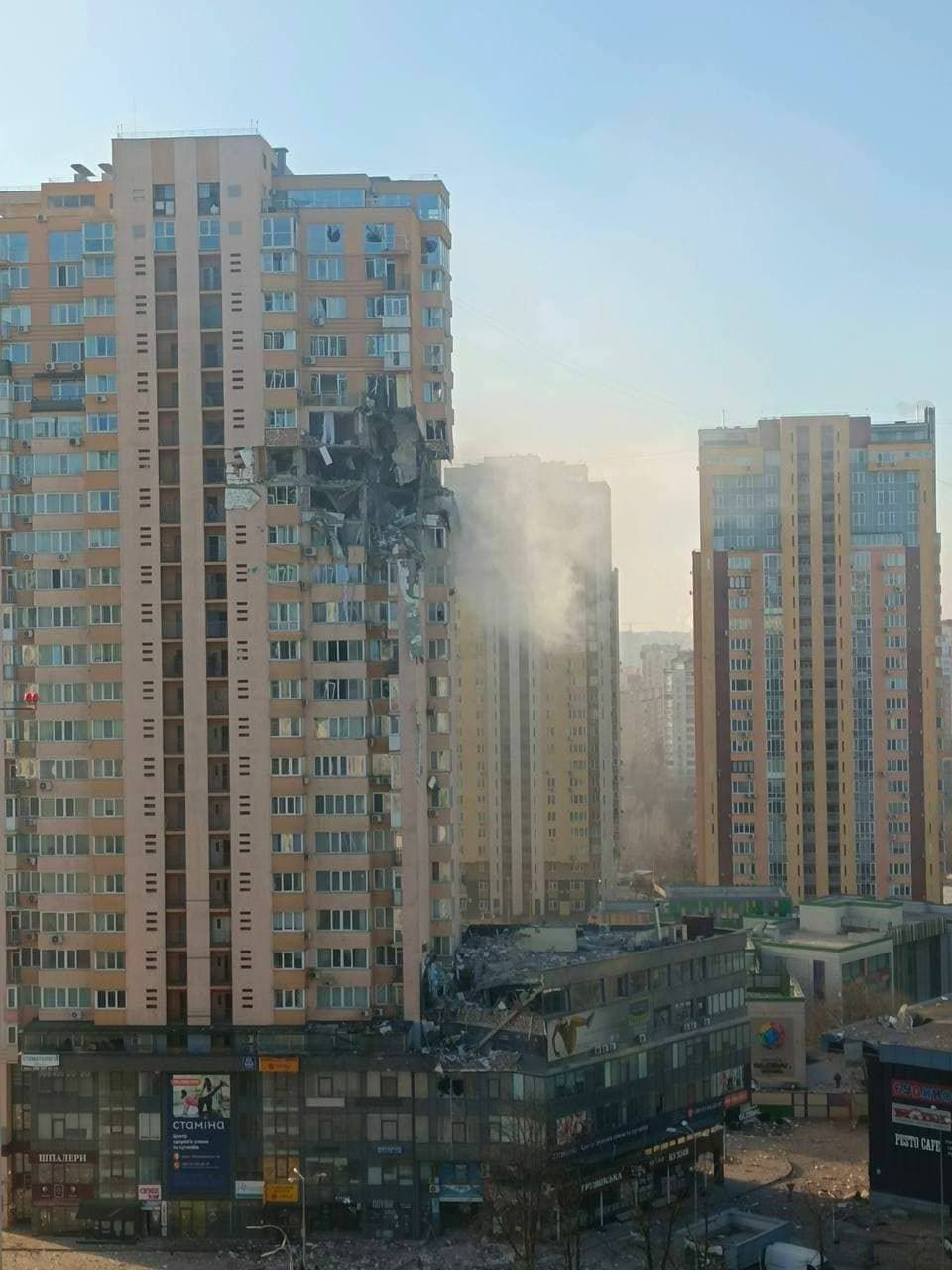
被导弹袭击的住宅公寓楼

根據人權組織和聯合國駐烏克蘭人權監測團，俄軍在未遵守國際人道法的狀況下對烏克蘭的民房、醫院、學校和幼兒園等民用建築進行不分青紅皂白的攻擊。

### 2022年
2022年2月26日上午8时左右，基辅一座住宅公寓楼被导弹击中，楼体16层到21层之间的大片区域被毁。乌克兰国家紧急事务局表示，此次袭击造成2名平民死亡，6人受伤。俄方表示大楼是被乌克兰军方失效的Buk-M1防空导弹损毁。同日，一艘载有20名船员的日籍货船「名村女王」號以及一艘摩尔多瓦船隻在黑海遭到俄罗斯導彈攻擊，日籍貨船船尾被擊中，船體嚴重損傷，至少有一名船員受傷。另一艘同樣遭到攻擊的摩爾多瓦貨船被擊中時船上載有600噸燃油和柴油，兩名船員重傷。
3月1日，俄羅斯砲擊了馬里烏波爾一處人口稠密的社區，砲擊持續將近15小時。結果該社區遭到嚴重破壞，副市長謝爾蓋奧爾洛夫報告說「至少有數百人死亡」。
3月2日，俄军在凌晨4:30轰炸扎波罗热的一栋五层的居民楼，至少造成5人死亡。3月9日，俄罗斯向乌克兰全境发射了81枚导弹，至少导致6名平民死亡，数十万人停电和暖气中断。并且此次袭击俄罗斯的导弹攻击切断了向扎波罗热核电站的能源供应。
3月19日，俄軍轟炸了馬里烏波爾的一所藝術學校，轟炸時正有約400位平民在學校內避難。
烏克蘭当地时间4月8日，乌克兰称頓涅茨克州的克拉馬托爾斯克火車站遭受两枚俄軍導彈襲擊，当时难民正在等待被疏散到安全地区，该袭击至少造成35名平民死亡，另有逾百人受傷。遇难者包括儿童，而俄军用于轰炸该火车站的导弹上写着“ЗА ДЕТЕЙ（为了孩子们）”，相當諷刺。最初，俄罗斯国防部宣布，俄罗斯军队在克拉马托尔斯克火车站使用“高精度空射导弹摧毁了乌克兰预备役的武器和军事装备”。在得知导弹杀死了平民之后，早先的报道被删除，俄罗斯政府否认对这次袭击负责。
4月8日，俄羅斯一早以戰術彈道飛彈OTR-21“圆点”战术弹道导弹攻擊烏克蘭頓內次克州臨時州政府所在地-克拉馬托爾斯克的火車站內臨時搭建的候車室，造成正在等候撤離烏克蘭東部的烏克蘭難民至少50人死亡、100人輕重傷。稍後俄羅斯國防部照慣例發布聲明矢口否認俄軍犯下的戰爭罪行。
6月27日，俄羅斯飛彈擊中中部城市克雷門丘克一座購物中心。造成至少18人罹難、數十人受傷。
2022年7月1日，位于敖德萨州的塞尔希伊夫卡，一栋高层建筑和购物娱乐中心遭到俄军火箭弹袭击。大楼内17人死亡，37人受伤，其中包括6名儿童。另外两枚火箭弹击中了购物娱乐中心，造成4人死亡，1人受伤。烏克蘭黑海港市敖德薩鎮一棟公寓和兩個度假村，遭到俄羅斯Kh-22飛彈攻擊，造成至少21人死亡，數十人受傷。
7月10日，烏克蘭東部小鎮查西夫雅爾一處公寓社區遭到俄軍火箭攻擊，死亡人數至少26人，另外受困30多人。
7月14日，俄羅斯武裝部隊對烏克蘭中部城市文尼察發動導彈襲擊。事件造成至少23人死亡，至少100人受傷。
8月24日，乌克兰独立日期间，位于乌克兰第聂伯罗彼得洛夫斯克州的一个火车站遭到俄罗斯军队的火箭弹袭击。造成25人死亡，31人受伤。
9月30日，俄罗斯再次对扎波罗热郊区发动了火箭弹袭击。发射了16枚火箭弹，其中4枚击中了一辆载有平民的车队，这些平民正准备从临时占领区接走他们的亲人。本次造成至少袭击25人死亡，50人受伤。
10月1日，乌克兰安全局代理负责人瓦西尔·马柳克表示，乌克兰安全局正在调查俄罗斯军队的另一起战争罪行——9月底，在卢甘斯克州的斯瓦托沃和哈尔科夫州的库皮扬斯克解放区之间的 "灰色地带"俄罗斯军队射击了一个由7辆车组成的平民车队，至少有24人死亡，其中13人是儿童。部分幸存者成功自救，他们正在作证。
10月9日，在2022年克里米亞大橋爆炸事件发生之后，俄罗斯轰炸扎波罗热的居民楼，至少有17位平民死亡。
10月10日，俄罗斯发动了近几个月对乌克兰全境最大规模的报复性轰炸行动，俄罗斯使用巡航导弹，伊朗制自杀无人机等武器对包括基辅、利沃夫、哈尔科夫等地十多个城市的基礎設施，發電站、橋樑、街道等发动襲擊，造成至少14人喪生，97人受傷。
2022年10月12日，位于的前线的顿涅茨克州的阿夫迪伊夫卡的中心集市被俄军轰炸，当时集市内人群密集，此次袭击至少造成7位平民死亡。
2022年12月24日，俄军在圣诞夜这日轰炸赫尔松市的市中心，商场、居民区、行政大楼受到了袭击，至少8名平民死亡，50名平民受伤。

### 2023年
1月14日，第聂伯罗一处住宅大楼遭到俄军的导弹的攻击，至少造成21人丧生和73人受伤，35人下落不明，400人无家可归。
2月1日，俄罗斯的导弹袭击了乌克兰东部城市克拉馬托爾斯克的一栋居民楼，至少造成3人死亡，20人受伤。
2月5日，哈尔科夫再次遭受到俄罗斯S-300导弹的袭击，其中第一颗集中了市中心的一栋住宅楼，第二颗集中了一所高等教育机构大楼，目前为止，已至少有五人受伤。2月21日，俄乌战争一周年之际，普京在卢日尼基体育场举行了演讲，他将西方描述为侵略者，并且阐明自己的国家不是在向乌克兰人民开战。而此时赫尔松市遭到了俄军的轰炸，至少6名平民死亡，12名平民受伤。
3月22日，俄罗斯发动了新一轮的自杀无人机空袭，轰炸基辅地区，至少九人死亡。并且俄罗斯的导弹袭击了扎波罗热的居民楼，造成1人死亡，至少34人受伤，其中包括两名儿童。
4月14日，俄军用S-300轰炸顿涅斯克前线城市斯洛维扬斯克，至少5位平民死亡，15位平民受伤。4月28日，乌克兰紧急服务部门称，俄罗斯数月来对该国多个城市发动的最大规模空袭，击中远离前线的乌克兰中部城市乌曼的一栋居民楼，已造成至少23人死亡，其中包括3名儿童。随后，俄罗斯国有电视频道俄罗斯-1引用了乌曼袭击的照片，但是谎称说是乌克兰袭击顿巴斯的场景。
5月3日，克里姆林宫遭到两架无人机的袭击，俄罗斯政府认为是乌克兰企图刺杀普京所为，随后俄罗斯对赫尔松市各个居民区地点，包括大型超市、车站、加油站、居民楼等进行导弹攻击报复，至少21名平民死亡。
6月6日，烏克蘭赫爾松州的卡霍夫卡水电站水壩潰決，造成洪水氾濫，淹沒多個地區。馬薩爾科技指出，新卡霍夫卡和第聶伯夫斯卡灣之間超過2,500平方公里的區域，有多座城鎮和村莊遭大水吞噬。俄罗斯禁止联合国相关救援人员进入到赫尔松俄罗斯占领地区，并且向乌克兰一方的救援疏散船只开枪，导致至少三人死亡，其中一位74岁的老年人为了保护孕妇被俄方杀害。
6月13日，俄罗斯轰炸了乌克兰中部城市，乌克兰总统泽连斯基的故乡克里维里赫。该地的公寓楼和食物仓库受到了袭击，至少10名平民死亡，36名平民受伤。同一天，俄罗斯轰炸了苏梅州的八个社区，导致至少7名平民死亡。
6月27日，俄罗斯的导弹袭击了克拉马托尔斯克中心的一家披萨餐馆，至少导致11位平民死亡，其中包括4名儿童，以及57位平民受伤。此外，此次袭击，该地119间私人房屋和18间公寓楼也遭到了俄罗斯导弹不同程度的损害。
7月6日，俄罗斯对利沃夫开展了从开战以来最大规模对平民设施的轰炸，导致至少10位平民死亡，至少36名平民受伤 。7月8日，俄罗斯的导弹袭击了乌克兰东部前线交通枢纽利曼，至少8名平民死亡，13名平民受伤。7月10日，俄罗斯轰炸了乌克兰南部奧里希夫的一个人道主义救援地点，造成至少7人死亡。7月31日，俄罗斯轰炸了乌克兰南部城市克里维里赫的一幢居民楼，至少导致4位平民包括一位10岁儿童死亡，53人受伤。
8月19日，俄罗斯轰炸了乌克兰切尔尼戈夫的市中心，居民设施包括教学楼、戏院、教堂被严重损坏，至少导致5人死亡，其中包括1名儿童，约40人受伤。
9月7日，俄罗斯轰炸了靠近前线的顿涅茨克州康斯坦丁尼夫卡，造成16位平民死亡，28位平民受伤。乌克兰官方公布的监控录像显示，被击中的是个繁华的街道，炮火摧毁了市场、店舖和药房，大批群众在惊慌中四处逃窜。
10月5日，俄罗斯实行了赫罗札导弹袭击，对哈尔科夫附近赫罗札村的轰炸造成51位平民死亡，几乎全村的家庭都受到了影响，当时村民正在为阵亡将士祈祷。10月22日，俄罗斯轰炸了哈尔科夫的一个邮政配送中心，造成6人死亡，14人受伤。
12月24日，俄罗斯在24小时内71次轰炸了赫尔松，摧毁了重要的基础设施，并造成至少4名乌克兰平民死亡，至少9人受伤。12月29日，为了报复新切尔卡斯克号大型登陆舰被乌克兰炸沉，俄罗斯对乌克兰全境发动侵略以来最大规模的攻击，根据乌克兰空军发言人表示，俄军使用了匕首导弹、S-300、无人机、X-22、X-32等武器发动袭击，仅18架俄罗斯战略轰炸机就发动了数十枚X-101/X-505。包括基辅、利沃夫、第聂伯罗、扎波罗热等城市都遭受到不同程度的袭击，大量视频显示医院、高层居民楼、购物商场等居民设施遭受到了俄军的轰炸。袭击已经造成至少18位平民死亡，142平民受伤。
12月29日，俄罗斯发动大规模导弹袭击，导致至少58人死亡，多座居民楼、工业设施、学校和仓库被摧毁。
12月31日，乌克兰对别尔哥罗德发动火箭炮袭击。俄方官员表示，该市有30幢公寓楼、381户住房、若干栋私人住宅和大量汽车遭到袭击破坏，袭击造成22人死亡，109人受伤（25人重伤）。

### 2024年
2024年1月6日，俄軍導彈襲擊波克罗夫斯克，导致12名平民死亡，其中包括6名儿童。
3月4日，俄罗斯无人机袭击敖德萨一栋公寓楼，造成12名平民死亡，其中至少包括6名儿童 。事后，希腊总理基里亚科斯·米佐塔基斯和乌克兰总统泽连斯基在敖德萨会晤，并前往事发地悼念，在随行队伍300米处传出俄军的轰炸声，并有多位平民伤亡，多方如欧盟随后批评了这一恐吓行为。3月15日，俄罗斯的导弹袭击了敖德萨居民住宅楼，随后当救援队抵达时，俄罗斯发动了第二轮导弹袭击，导致至少造成20位平民死亡，多人受伤。
3月13日，俄罗斯别尔哥罗德州州长称，该州过去一昼夜因遭到乌军袭击有超过120栋房屋受损。
4月5日，俄军轰炸扎波罗热，至少4名平民死亡，23名平民受伤，40幢建筑物被摧毁。4月6日，俄军轰炸哈尔科夫居民楼，至少6名平民死亡，10名平民受伤。而三天前，俄罗斯已经轰炸了哈尔科夫居民楼，当救援人员赶到的时候，俄罗斯进行了二次轰炸，造成至少4名平民死亡。
4月22日，俄罗斯空袭击毁了哈尔科夫市内的一座电视塔，电视塔已经倒塌。泽连斯基称俄军此举试图限制哈尔科夫的通讯，带有“恐吓意图”。俄方称空袭目的在于破坏塔上设置的防空通讯天线。
5月12日，乌克兰使用导弹和火箭炮攻击俄罗斯别尔哥罗德的居民区，一枚导弹残骸击中十层居民楼后，居民楼坍塌，导致15名平民死亡。
2024年4月19日，俄罗斯两次轰炸第聂伯罗火车站，造成至少8名平民死亡，其中包括儿童。
5月24日，俄罗斯轰炸哈尔科夫，包括摧毁了当地一家影刷厂，导致至少7为平民死亡。
6月13日，俄罗斯轰炸克里維里赫的公寓楼，造成至少9名平民死亡，29名平民受伤，其中包括5名儿童。
6月29日，俄罗斯轰炸扎波罗热地区的沃利尼扬斯克，造成至少7名平民死亡，其中包括两名儿童，至少18人受伤。
7月8日，俄军向乌克兰全国各城市发射了40多枚导弹，若干居民楼、基础设施和一家儿童医院遭到破坏，造成至少数十人死亡。

## 襲擊醫院和醫療設施
據國際特赦組織稱，經核實的報告和視頻片段顯示，醫院和學校遭到多次襲擊，使用了不精確的爆炸性武器如集束炸彈等違禁武器。截至3月26日，聯合國烏克蘭人權監察團紀錄到了共74起針對醫療設施的襲擊事件，其中61起發生在政府控制的領土內（例如空襲伊齊烏姆、馬里烏波爾、奧夫魯奇、沃爾諾瓦卡和武赫萊達爾的醫院），9起發生在親俄武裝團體控制之地區，4起發生在有爭議的定居點。迄今為止，已有6家婦產科醫院和10家兒童醫院遭到襲擊，並有2家兒童醫院和1家婦產科醫院被徹底摧毀。3月30日發布的報告显示，自2月24日以來，已證實俄羅斯對烏克蘭的醫療服務發起了共82起襲擊，包括對醫療設施、患者和醫護人員的襲擊。世衛組織估計，在這些襲擊中至少有72人喪生與43人受傷。

### 2022年
2月24日，国际特赦组织称，俄罗斯军队对在武赫萊達爾的中央城市醫院进行集束炸彈袭击，造成4名平民死亡，10人受伤，其中包括6名医疗人员。
3月8日，哈爾科夫南部城市伊久姆新建的中央醫院遭到摧毀。
3月9日，俄羅斯的一次空襲摧毀了馬里烏波爾的3號醫院，該襲擊共導致17名平民受傷與三人喪身，其中一名是懷孕後期的婦女與她未出生的孩子。
2023年5月26日，俄军无差别轰炸了第聂伯罗的一家医院，截止到6月初，已经造成25位平民死亡，至少15人受伤，3人失踪，受害者包括老人、女性和儿童。

## 襲擊歷史建築與藝術財產
俄羅斯軍隊破壞或摧毀了馬里烏波爾的昆茲藝術博物館、蘇聯時代的肖爾斯電影院和切爾尼戈夫的哥德式複興圖書館，基輔的巴賓亞爾大屠殺紀念館，蘇聯時代的文字大樓和哈爾科夫的地區國家行政大樓，日托米爾地區維亞濟夫卡的一座19世紀木製教堂，以及伊萬科夫歷史及方志博物館。
4月1日，聯合國教科文組織表示，至少有53處烏克蘭歷史遺跡、宗教建築和博物館被證實在俄羅斯入侵期間遭到破壞。
文化財產享有特殊保護並適用於國際人道法，《日內瓦公約第一議定書》和《發生武裝衝突時保護文化財產的海牙公約》（對烏克蘭和俄羅斯均具有約束力）禁止締約國攻擊歷史古蹟或將其作為報復的對象。《海牙公約第二議定書》僅允許在「迫在眉睫的軍事必要性」的情況下對文化財產進行攻擊，前提是沒有可行的替代方案。對文化遺產的攻擊相當於戰爭罪，可受到國際刑事法院的起訴。
一個由考古學家、歷史學家與技術人員組成的國際調查小組經由衛星影像對照後發現191個烏克蘭文化地標和公共場所出現損壞跡象。大部分破壞據信是由入侵的俄羅斯軍隊造成的，其中包含許多具有悠久歷史或著名的烏克蘭紀念地標、建築物與宗教場所，包括58座教堂、清真寺、寺廟和東正教教堂，以及111座紀念地和9座公共紀念碑均已列入遭到破壞的名單之中。戰爭還導致兩個藝術場所遭到襲擊—包括馬里烏波爾劇院。

## 破壞人道走廊
在馬里烏波爾圍城戰期間，烏克蘭與國際救援組織曾多次嘗試建立人道走廊以疏散該市的平民，但由於俄羅斯軍隊屢次攻擊該人道走廊而失敗。
3月6日，红十字国际委员会（ICRC）宣布，建立疏散走廊的第二次嘗試以失敗告終。3月7日，紅十字國際委員會宣布停火期間規劃出的疏散路線中的其中一條路遭發現被埋設了地雷。
3月7日，美國駐歐洲安全與合作組織大使邁克爾·卡彭特將3月5日至6日在马里乌波尔發生的兩起攻擊事件描述為戰爭罪，因為俄羅斯軍隊在平民試圖使用疏散走廊時轟炸了商定的疏散路線。

## 对平民的罪行
2022年2月25日，在武赫萊達爾、哈尔科夫和乌曼发生的三起有记录的打击行动造成六名平民死亡，十二人受伤。
3月，俄軍佔領切爾尼戈夫州切爾尼戈夫區亞吉德涅期间  犯下的一系列屠殺平民事件，其後俄羅斯聯邦武裝部隊人員於當地殺死17名平民，另有1名平民懷疑遭俄軍綁架，被認定為失蹤。媒體廣泛報道有關事件，並將俄軍囚禁當地300多各居民，而且在17天內，因環境惡劣令12名人質死亡的地下室稱為「集中營」。
3月3日，聯合國人權事務高級專員辦事處發表聲明稱，在俄軍入侵的第一周至少記錄到了1006位平民傷亡，但它認為「真正的數字將比記錄高得多」。
3月4日，人權觀察組織援引報導稱俄羅斯軍隊在切爾尼戈夫圍捕了至少六名男子，並在入侵開始時將他們處決。
3月7日，一架在基輔郊外E40高速公路附近飛行的烏克蘭領土防衛軍無人機拍攝到俄羅斯軍隊開槍射殺了一名舉手投降的平民。烏克蘭軍隊在重新佔領該地區後，BBC新聞組對該地區進行了調查，於一輛汽車附近發現遭俄軍射殺的該名男子與他妻子的屍體，並且兩人的遺體遭刻意淋上汽油點燃後而燒成焦屍。更多的屍體分散在高速公路上，其中一些遺體顯示出燃燒過的痕跡。俄羅斯軍隊試圖透過焚燒屍體以掩蓋他們所作所為的證據。在該公路沿路發現了至少13具屍體，其中兩人穿著可識別的烏克蘭軍裝。從無人機鏡頭拍攝到的相關影像證據已提交給烏克蘭當局和倫敦警察廳。
3月8日，在基輔州一臺俄羅斯坦克對一輛停在醫院外的民用轎車開火炮擊，導致車內一對烏克蘭老夫婦當場死亡。
3月16日，在切爾尼戈夫一隊正在排隊買麵包的平民遭到俄羅斯軍隊開槍射殺，至少17人身亡。
4月2日，乌克兰指控俄罗斯在基辅撤退时将儿童当作人肉盾牌。根據烏克蘭總檢察長所收集的目擊者證詞，撤離基輔附近地區的俄羅斯部隊利用兒童作為人肉盾牌，並強迫兒童坐在坦克頂部。在諾維比基夫村，據稱俄羅斯人將烏克蘭兒童放在坦克前以保護自己。在烏克蘭的其他地區，有民眾表示俄羅斯軍隊將當地兒童扣押為人質，並威脅他們的父母，以免他們洩露部隊坐標。據烏克蘭人權觀察員稱，在蘇梅州、基輔州、切爾尼戈夫州和扎波羅熱州，都有俄羅斯士兵使用烏克蘭兒童作為人體盾牌的案例。
4月3日，在蘇梅州的特羅斯蒂亞涅茨鎮從俄羅斯控制下解放後，停屍房的當地醫生報告說，鎮上至少有1人在遭受酷刑後被俄羅斯人殺害，年輕人們則遭到綁架。該鎮的醫院也遭到砲擊；《紐約時報》表示目前尚不清楚是誰襲擊中了大樓，但當地人指控是俄羅斯人所為。《衛報》記者在該鎮從俄羅斯軍隊手中解放後訪查了該鎮，發現了俄羅斯軍隊執行處決、搶劫和酷刑的證據。據該鎮市長表示，俄羅斯人在佔領該鎮期間殺害了50至100名平民。一名婦女表示她的丈夫為尋找手機充電的電源而外出後失蹤，後發現遭到殺害，並表示她的丈夫“遭受了殘酷的折磨，然後遭一槍擊中心臟並被第二槍開槍打死”，經檢查發現他的手指和手臂有骨折的痕跡。一名當地目擊者稱，俄羅斯士兵向為老人送飯的婦女開槍，同時大喊「快跑，婊子們!」。
4月4日，烏克蘭選民委員會赫爾松地區部門負責人德門提·比利表示，俄羅斯安全部隊在烏克蘭赫爾松州“毆打、折磨與綁架”平民。他補充說，目擊者描述了“數十次”俄軍對平民的任意搜查及拘留，被綁架人數不詳。到3月16日，已至少有400名居民失踪，並且斯卡多夫斯克鎮的市長和副市長也遭武裝人員綁架。具一則遭洩漏的消息稱俄羅斯正計劃對赫爾松發生的民眾抗議活動進行恐怖鎮壓。
4月9日，烏克蘭軍隊收復了位於基輔以西約50公里處的馬卡里夫鎮時發現了共約132具烏克蘭平民的屍體，據該鎮鎮長表示所有罹難者們都死於槍傷。在馬卡里夫以北的路邊又發現一具十幾歲男孩的屍體。據地方官員稱他的手腳遭到捆綁並背部中彈。烏克蘭政府指控俄羅斯軍隊對馬卡里夫的平民進行了酷刑和謀殺。

### 強姦及性侵害
2022年3月，聯合國駐烏克蘭人權監測團強調了烏克蘭性暴力風險的增加以及受害者報告不足的風險。在俄羅斯從基輔以北地區撤軍後，據《衛報》報導，有“越來越多的證據”表明俄羅斯軍隊對烏克蘭平民實施了強姦、酷刑和立即處決，包括持槍威脅下的輪姦以及在兒童面前的強姦行為。
3月下旬，烏克蘭總檢察長開始調查一名俄羅斯士兵殺死一名手無寸鐵的平民，然後多次強姦他妻子的案件。該事件應該發生在3月9日，在基輔郊外的一個村莊。受害人表示兩名俄羅斯士兵在殺死她的丈夫後多次強姦她，而她四歲的兒子則躲在房子的鍋爐房裡。
烏克蘭當局表示，自2022年2月入侵開始以來，已經出現了大量關於俄羅斯軍隊性侵和強奸事件的報導。
在另一起報導的事件中，一名俄羅斯士兵進入了小羅漢的一所學校，那裡的平民正在避難，該名士兵強奸了一名年輕的烏克蘭女性。人權觀察報告說，這名婦女受到一名俄羅斯士兵的威脅，並多次強姦她，一名俄羅斯士兵割斷了她的臉頰、脖子和頭髮。後根據證人的陳述，村民們向負責佔領村莊的俄羅斯官員通報了這一事件，後犯嫌被逮捕，並被告知強姦的該名士兵將被處決。
據報導一名叫阿列克谢·貝奇科夫（Alexey Bychkov）的俄軍士兵于社交媒体Telegram上发布了自己强奸一名1岁女婴的影片给同袍分享，在影片中显示他用陰莖向婴儿的陰部磨擦，並舔舐女婴的脸部，还将各种不同物体放入女嬰的肛门内等行为，他声称这是个“激烈的影片”，報導指他已被俄羅斯當局拘捕。
2022年4月，烏克蘭人權監察員柳德米拉·傑尼索娃表示，大約25名14至24歲的女孩和婦女在布查遭到強姦，後其中9人懷孕。
2023年1月，俄国NTV电视台的Olga Zenkova在被派往俄占梅利托波尔进行政治宣传拍摄时，遭俄军中车臣士兵輪姦。
2023年2月3日，乌克兰人权专员释出一段在WhatsApp上的交流摘录，指控俄罗斯人正在绑架乌克兰儿童并与为他们拍摄儿童色情片，呼吁乌克兰相关当局采取行动。
2023年3月4日，乌克兰第一夫人歐倫娜·泽伦斯卡表示，乌克兰总检察长办公室正在调查171起针对乌克兰人的性暴力案件，当中不仅限于女性，受害者还有39名男性和13名未成年人。

### 对記者的拘捕
3月22日，非營利組織無國界記者報導稱，一名為法國廣播電台工作的烏克蘭裔翻譯員在3月5日返回烏克蘭中部一個村莊的家鄉時被俄羅斯軍隊抓捕。他被關押了九天，並遭到俄軍電擊、鐵棍毆打和模擬處決等酷刑。
3月25日，無國界記者組織表示，俄羅斯軍隊在佔領區上威脅、綁架、拘留和折磨了幾名烏克蘭記者。
聯合國烏克蘭人權監測團證實，在俄軍入侵的第一個月，他們記錄到了在俄羅斯佔領區任意拘留21名記者和民間社會活動人士的行為，其中9人據報導已獲釋。
聯合國核實了至少36起俄軍針對平民的強制拘留案件，當中有些人被迫拍下「認罪」的錄影帶。聯合國烏克蘭人權監測團也證實了在基輔、赫爾松、盧甘斯克和扎波羅熱等地區公開反對俄羅斯入侵的15名記者和社會運動人士也遭到俄羅斯武裝部隊任意拘留和強迫失踪，後僅有5名記者與3名活動人士被釋放，其餘人員則下落不明。並有至少24名烏克蘭公職人員和公務員遭到任意逮捕和拘留，其中包括3名市長。
國際人道法僅允許在武裝衝突中對個人構成安全威脅時拘禁平民，並且所有戰俘及被拘留者必須根據《國際法》的規定視為戰俘身份並且適用於《聯合國禁止酷刑公約》及《日內瓦公約》。
據《日內瓦公約》第32條和第2條以及《聯合國禁止酷刑公約》第16條均禁止、限制酷刑行為，並且不得對俘虜有殘忍、不人道或有辱人格的待遇或處罰行為。

## 驅逐烏克蘭難民
《日內瓦公約》第49條禁止在戰爭期間驅逐平民。
據烏克蘭官員和兩名目擊者稱表示，俄羅斯軍隊在馬里烏波爾圍城戰期間強行將數百名烏克蘭居民驅逐到俄羅斯。
3月24日，烏克蘭外交部稱，俄軍強行驅逐了約6000名馬里烏波爾居民，以將他們作為“人質”，對烏克蘭施加更大壓力。
美國駐烏克蘭大使館援引烏克蘭外交部的報告，證明已有2,389名烏克蘭兒童遭到自稱頓涅茨克和盧甘斯克共和國的親俄非法政權強行帶往俄羅斯境內，該大使館稱這是一起「綁架行為」。
3月24日，烏克蘭人權觀察員柳德米拉·傑尼索娃表示，已有超過40萬名烏克蘭人在遭違背自身意願的狀況下被強行帶往俄羅斯，其中包括約8萬4000名烏克蘭的兒童。俄羅斯當局表示有超過38萬4000人以及8萬多名兒童在內的烏克蘭人已從烏克蘭以及自稱頓涅茨克和盧甘斯克共和國地區撤離到俄羅斯。
7月19日，白俄羅斯紅十字會會長紹楚表示，該會已將超過1,000名烏克蘭兒童帶往白俄羅斯。

## 攻擊外國貨運船隻
2月26日，一艘载有20名船员的日籍货船「名村女王」號以及一艘摩尔多瓦船隻在黑海遭到俄罗斯導彈的攻擊，飛彈擊中了該日籍貨船的船尾，造成船體遭受嚴重損傷並至少有一名船員受傷。另一艘同樣遭到攻擊的摩爾多瓦貨船被擊中時船上載有600噸燃油和柴油。有兩名船員遭受重傷。
4月5日，一艘懸掛多明尼加國旗的貨船在被圍困的烏克蘭南部港口城市馬里烏波爾被俄羅斯導彈擊中而沉沒。據獲救的船員表示貨船遭到俄軍持續的砲擊、轟炸並被導彈反覆擊中，導致貨船機艙起火。後12名船員中的1名需要接受治療，其餘船員被疏散到附近的船隻上。

## 对待战俘
2023年03月07日，网上流传的一段乌克兰士兵被俄军处决的视频。在一段大约12秒的视频中，一名乌军战俘站在一条壕沟里抽着烟。这名身穿制服、手臂上贴有乌克兰国旗标志的士兵说：“荣耀归于乌克兰”，随后被自动武器击中后倒下。
3月29日，联合国驻乌克兰人权监督团团长马蒂尔达·博格纳呼吁乌克兰和俄罗斯双方启动对虐待战俘的调查，并呼吁两国尽到人道对待战俘的义务，并确保他们能避免暴露于公众并被有尊严地对待。
2023年4月，网上流传一段俄军活生生将乌军战俘割首处决的视频。乌军士兵在处决时尖叫表示非常痛苦，但是俄军士兵完全不在意，最后俄军士兵在镜头炫耀自己的割下来的头颅，并表示要把这交给乌军示威。乌克兰总统泽连斯基谴责了这一兽行。
7月29日，烏東頓內茨克州前線城鎮歐連尼夫卡監獄遭攻擊，造成53名烏克蘭戰俘死亡，75人受傷。烏克蘭與俄羅斯相互指控發起飛彈空襲或爆炸案。紅十字國際委員會（ICRC）表示尚未獲准探視這個地區，並譴責歐連尼夫卡的監獄攻擊事件。